# 2Fort
2Fort (ctf_2fort) — игровая карта, доступная в шутерах от первого лица Quake Team Fortress, Team Fortress Classic, Team Fortress 2, а также в многопользовательских модификациях Fortress Forever и Team Fortress 2 Classic. Карта состоит из двух одинаковых зданий (фортов), разделенных рвом и соединённых коротким мостом. Каждая команда должна пробиться в здание команды противника и захватить флаг — портфель с бумагами под названием «Разведданные» из подземной базы, спрятанной под зданием. Карта была признана критиками знаковой картой для игры и одной из лучших карт для шутеров от первого лица всех времен.

## Дизайн карты
2Fort — симметричная карта, на которой разведданные каждой команды располагаются в подземной крепости под двумя фортами. Конструкция позволяет игрокам «собираться вместе и сражаться около центрального моста». Карта спроектирована таким образом, что каждый класс может использовать свой тактический подход, например, Пулемётчики и Медики сражаются на мосту, в то время как Шпионы и Инженеры могут попытаться пробраться через канализацию. Карта осталась практически неизменной со времён Team Fortress.

## Разработка
По словам Чарли Брауна, руководителя проекта Team Fortress 2, команде разработчиков было трудно придумать правдоподобное объяснение тому, почему обе команды находятся так близко друг к другу на картах вроде 2Fort. Изначально рассматривался вариант с космосом, но идея с «космическими десантниками» показалась им чересчур заезженной. В итоге было решено создать для игры обстановку в стиле «шпионских фильмов 60-х с элементами научной фантастики», чтобы «не было необходимости всё логически объяснять». Карта была разработана так, чтобы выглядеть обманчиво: фасады фортов обеих команд совсем не такие высокотехнологичные, как то, что скрывается под ними. На карте присутствуют замаскированные элементы высоких технологий, например, скрытые видеокамеры или коровы, которые на самом деле являются деревянными щитами. Внутреннее пространство базы каждой команды в 2Fort было оформлено так, чтобы напоминать командный центр или объект в стиле NORAD.
В 2009 году компания Valve опубликовала файлы 2Fort и других карт для облегчения моддинга. В обновлении Invasion 2015 в игру была добавлена созданная сообществом карта «2Fort Invasion», которая изменила карту так, чтобы она выглядела так, будто на нее вторглись инопланетяне.

## Влияние
Алекс Уолкер из Kotaku назвал 2Fort одной из лучших многопользовательских карт для шутеров от первого лица всех времен, назвав ее «абсолютной классикой» и отметив ее дизайн, который позволяет каждому классу «вносить свой значимый вклад».
PCGamesN назвал 2Fort «любимой картой фанатов», отметив, что она «ужасна, если вы хотите раунды короче часа». Элементы её дизайна способствовали затяжным ничьим, из-за чего карта стала хорошим местом для общения. Издание также раскритиковало Overwatch за отсутствие подобных «спокойных» социальных пространств. Ник Брекон из Shacknews согласился, что дизайн карты привел к «длительным, затяжным тупиковым ситуациям» из-за расположения разведданных под комнатой возрождения противника. Критик из Destructoid сказал, что «для меня ничто не олицетворяет многопользовательский режим лучше, чем эта карта», назвав 2Fort «гринд-фестивалем захвата флага» и «вечным тупиком, который можно разрешить только слаженной работой команды», а также похвалил добавление крыши к мосту в версии для Team Fortress 2 . Он заявил, что, хотя «в TFC и TF2 есть карты, которые мне нравятся гораздо больше, чем 2Fort [...], это абсолютная суть режима "Захват флага", а также прекрасный пример того, как можно улучшить дизайн».
Стив Хогарти из PC Zone прокомментировал, насколько знакомой оказалась карта 2Fort для игроков Team Fortress Classic после выхода Team Fortress 2, сказав, что «даже если вам уже сказали, что это переработанная версия популярной карты из Team Fortress Classic, её план уже существует где-то в глубине сознания как полузнакомая стратегическая схема». Он отметил, что «в стратегическом плане она осталась практически неизменной» и что у «фанатов оригинальной игры» возникало «странное чувство дежавю».
События комиксов Team Fortress разворачиваются в вымышленном городе Туфорт в штате Нью-Мексико, который страдает от сильного отравления свинцом из-за промышленной деятельности.